# Jean Luciano
Jean Luciano (Nizza, 1921. január 2. – 1997. július 7.) francia labdarúgó-középpályás, edző.